# Allenay
Allenay – miejscowość i gmina we Francji, w regionie Hauts-de-France, w departamencie Somma.
Według danych na rok 2011 gminę zamieszkiwały 253 osoby, a gęstość zaludnienia wynosiła 116 osób/km² (wśród 2293 gmin Pikardii Allenay plasuje się na 728. miejscu pod względem liczby ludności, natomiast pod względem powierzchni na miejscu 1112.).